# Cacic muntanyenc septentrional
El cacic muntanyenc septentrional (Cacicus leucoramphus) és un ocell de la família dels ictèrids (Icteridae).

## Hàbitat i distribució
Habita la selva pluvial als Andes de Colòmbia, sud-oest de Veneçuela, est de l'Equador i el centre del Perú.